# Galina Savitskaya
Pour les articles homonymes, voir Savitskaïa.
Galina Savitskaya (en russe : Галина Владимировна Савицкая-Крисевич, Galina Vladimirovna Savitskaïa-Krissevitch), née le 13 juillet 1961 à Minsk, en RSS de Biélorussie, est une joueuse soviétique de basket-ball. Elle évoluait au poste d'ailière.

## Palmarès
- Championne du monde 1983
- 3e des Jeux olympiques 1988
- Championne d'Europe 1980
- Championne d'Europe 1981
- Championne d'Europe 1983
- Championne d'Europe 1985
- Championne d'Europe 1987